# 公公出宮
《公公出宮》，（英語：Short End Of The Stick）（巡禮名稱：《太監五虎》），香港電視廣播有限公司拍攝的民初喜劇電視劇，故事背景以太監被遣散出宮後的生活為題材；由黎耀祥、胡定欣及蕭正楠領銜主演，並由陳國邦、曹永廉、姜大衛、唐詩詠、林夏薇及王君馨聯合演出，監製羅永賢。此劇於開平取景。此劇為無綫電視2016年賀歲劇之一。
此劇為2014無綫節目巡禮、2015無綫節目巡禮劇集之一及無綫海外業務及簡介2015‬所推介的17部劇集之一。

## 播映時段
| 頻道                               | 所在地          | 播出日期      | 播出時間                                                                                           |
| 翡翠台 高清翡翠台                  | 香港            | 2016年2月9日  | 星期一至五 20:30 - 21:30                                                                           |
| Astro On Demand Astro On Demand HD | 马来西亚        | 2016年2月9日  | 星期一至五 20:30 - 21:30                                                                           |
| TVBJ                               |                 | 2016年2月9日  | 星期一至五 23:30 - 00:30                                                                           |
| 星和娱家戏剧台                     | 新加坡          | 2016年5月11日 | 每晚 21:00 - 22:00                                                                                 |
| 千禧经典台                         | 香港 · 马来西亚 | 2022年10月6日 | 星期一至五 09:00-10:45（香港时间） 星期一至五 09:04-10:49（马来西亚时间） 两集连播 10月6日仅播一集 |

## 劇情大綱
清朝被推翻，太監被遣散出宮，李肅恭（黎耀祥飾）、丹田（陳國邦飾）、陳小鳳又名細雞（曹永廉飾）三位太監回復自由，但太監為世人所鄙視，三人只得隱藏身份過活。巧遇崔晉昇(蕭正楠飾)被反太監組織窮追猛打，誤以為晉昇也是太監而出手相助，四子一見如故成為好兄弟，四子輾轉流落到金家村，被金家大當家金香（胡定欣飾）收為下人。
金家村一直流傳「閹人詛咒」，傳聞當年李連英下咒金家絕子絕孫，使得金家村五十年來都只有女孩而沒有男孩出生，所以金家村人痛恨太監。四子在金家經歷種種，晉昇重遇兒時童伴黃蓮（唐詩詠飾），而肅恭、丹田和細雞更分別對金香、金帶男（林夏薇飾）、金帶弟（王君馨飾）產生好感。
金家有人發現晉昇真實身份是金家失散多年的血脈，怕他日後搶奪家財而陷害他被打靶，但是他大難不死，之後成為「高副帥」回到金家村，他是為了復仇還是另有目的？誤會重重下已決裂的兄弟感情能修好嗎？四子的愛情又是否能修成正果？再加上金家村內憂外患，究竟各人的命運又會如何？

## 演員表

### 金家村

#### 金家
| 演員            | 角色               | 暱稱／關係 |
| 雪 妮           | 金 淑              | 姑婆奶奶 金煊之姊 金峰、金昌、金香、崔晉昇之姑媽 金帶男、金帶子、金帶弟、金甜之姑婆 金多寶非親生之姑婆 金心、金如之太姑婆 雲大芝、吳賢慧、黃蓮之姑奶奶 李肅恭之姑岳母 陳小鳳、方振西之太姑岳母 徐大富之契媽 |
| 李啟傑 （青年） | 金 煊              | 太老爺 金淑之弟 崔曼波之前情夫 金峯、金昌、金香、崔晉昇之父 金帶男、金帶子、金帶弟、金甜之祖父 金多寶非親生之祖父 金心、金如之曾祖父 雲大芝、吳賢慧、黃蓮之家翁 李肅恭之岳父 陳小鳳、方振西之太岳父 已去世 老年及青年之影像於第3、4集金香及第32集金淑之的回憶中出現 |
| 何柏光          | 金 煊              | 太老爺 金淑之弟 崔曼波之前情夫 金峯、金昌、金香、崔晉昇之父 金帶男、金帶子、金帶弟、金甜之祖父 金多寶非親生之祖父 金心、金如之曾祖父 雲大芝、吳賢慧、黃蓮之家翁 李肅恭之岳父 陳小鳳、方振西之太岳父 已去世 老年及青年之影像於第3、4集金香及第32集金淑之的回憶中出現 |
| 李 健           | 金 峯              | 長房老爺 金煊之長子 金淑之侄兒 金昌、崔晉昇同父異母之兄 金香之兄 葉正義、金大力之表兄 雲大芝之夫 金多寶非親生之父 金帶男、金帶子、金帶弟、金甜之大伯父 金心、金如之大伯公 李肅恭之大舅 陳小鳳、方振西之伯岳父 雲大鵬之妹夫 於上海遇上車禍身亡 |
| 陳自瑤          | 雲大芝             | 大嫂／長房太太 於第8集替代金香為金福隆米行大當家，於第15集卸任 為人刻薄 雲大鵬之妹 金峯之妻 金多寶之養母 金煊之媳婦 金淑之侄媳 金昌、金香、崔晉昇之大嫂 葉正義、金大力之表嫂 金帶男、金帶子、金帶弟、金甜之大伯娘 吳賢慧、黃蓮之妯娌 金心、金如之大伯婆 李肅恭之大舅嫂 陳小鳳、方振西之伯岳母 於上海遇上車禍小產，後託金牙驅拐帶金多寶為自己兒子 於第15集陪伴金多寶到上海讀書 |
| 鄭耀軒          | 金多寶             | 大倌 長房非親生獨生子，後被拆穿與金家無血緣關係 金峯、雲大芝非親生之子 金煊非親生之孫 金昌、吳賢慧、金香、崔晉昇、黃蓮非親生之侄子 金昌之眼中釘，後和解 李肅恭之好友兼非親生侄子 雲大鵬非親生之外甥 金帶男、金帶子、金帶弟非親生之堂弟 金甜非親生之堂兄 陳小鳳、方振西非親生之堂舅仔 金心、金如非親生之堂舅父 多年前被金牙驅拐帶後賣給雲大芝 於第15集到上海聖巴仙尼學校讀書 |
| 姜大衛          | 金 昌              | 昌爺、馬勃昌（徐大富專用） 二房老爺/庶房契老爺 一直被投閒置散，金多寶被證實非金家血脈後成為金福隆米行大當家 金煊之子 金淑之侄兒 金峯之同父異母之弟 金香、崔晉昇同父異母之兄 吳賢慧之夫 曾為黃蓮之夫，後為其契父兼二伯 金帶男、金帶子、金帶弟之父 金多寶非親生之二叔，並討厭他，後和解 陳小鳳、方振西之岳父 曾被黃蓮勾引（被徐大富指使） 葉正義之表哥 羅蟹之表哥兼表二舅 金大力之表哥兼表大伯 徐大富之表妹夫兼天敵，後和好 金心、金如之外祖父 金甜之二伯父兼前養父 |
| 簡慕華          | 吳賢慧             | 二房繼太太 庶房契太太 金昌之繼室 金帶男、金帶子、金帶弟之繼母 陳小鳳、方振西之繼岳母 黃蓮之妯娌兼契母 金煊之媳婦 金淑之侄媳 金峰之弟婦 金香、金輝之二嫂 叶正义之表嫂 金大力之表嫂兼表妯娌 羅蟹之表嫂兼表二舅嫂 雲大芝之妯娌，被其針對，後和解 金心、金如之繼外祖母 金甜之二伯娘兼前養嫡母 吳賢祖之堂姊 徐大富之表妹兼鍾情對象 曾陷害崔晉昇 |
| 李家聲          | 吳賢祖             | 祖哥 二房繼堂舅父/庶房契堂舅父 吳賢慧之堂弟 金昌之堂舅仔 金帶男、金帶子、金帶弟之繼堂舅父 金心、金如之繼堂舅公 曾與吳賢慧勾結陷害崔晉昇 於第34集加入辮子黨 |
| 林夏薇          | 金帶男             | 大少 二房長女/庶房契女 金昌之長女 吳賢慧之繼女 黃蓮之繼女，後為姪女 金煊之孫女 金淑之姪孫女 金峯、雲大芝、金香、李肅恭、崔晉昇之姪女 金帶子、金帶弟之姊 金多寶非親生之堂姊 金甜之堂姊 與雲大芝不和，後和解 方振西之大姨 葉正義、羅蟹、金大力之表姪女 徐大富之繼表外甥女 吳賢祖之繼堂外甥女 陳小鳳之鬥氣冤家，後為其妻 金心之大姨媽 性格像一個大男人 |
| 曹永廉          | 陳小鳳             | 細雞 二房長婿/庶房契婿 娘娘腔 前清朝化妝太監（一直隱瞞身份），后被拆穿其太监身份 金福隆米行職員，後為金家姑爺 金帶男之鬥氣冤家，後為其夫 李肅恭、崔晉昇之姪女婿兼好友，後與崔晉昇反目 丹田之好友 金昌之女婿 吳賢慧之繼女婿 金煊之孫女婿 金淑之姪孫女婿 金峯、雲大芝、金香、黃蓮之姪女婿 葉正義、羅蟹、金大力之表姪女婿 金帶子、金帶弟之姐夫 金多寶非親生之堂姐夫 金甜之堂姐夫 金心之大姨丈 於第18集離開金家村，後返回 於第19集迎娶金帶男 於第30集被崔晉昇揭發太監身份，但繼續留在金家做女婿 於第35集決定留在金家村落地生根 |
| 陳庭欣          | 金帶子             | 二房次女/庶房契女 金昌之次女 吳賢慧之繼女 黃蓮之繼女，後為姪女 方振西之妻 金煊之孫女 金淑之姪孫女 金峯、雲大芝、金香、李肅恭、崔晉昇之姪女 金帶男之妹 金帶弟之姊 葉正義、羅蟹、金大力之表姪女 徐大富之繼表外甥女 吳賢祖之繼堂外甥女 與雲大芝不和、後和好 金多寶非親生之堂姊 金甜之堂姊 金如之母 金心之二姨媽 |
| 胡諾言          | 方振西             | 二房次婿/庶房契婿 辮子黨黨員 金帶子之入贅丈夫 金昌之女婿 吳賢慧之繼女婿 金煊之孫女婿 金淑之姪孫女婿 金峯、雲大芝、金香、李肅恭、崔晉昇、黃蓮之姪女婿 葉正義、羅蟹、金大力之表姪女婿 金帶男之妹夫 金帶弟之姐夫 金多寶非親仔之堂姐夫 金甜之堂姐夫 金如之父 金心之二姨丈 患有不舉，後康復 於第35集跟隨葉正義參軍，凱旋歸來後重返金家村 |
|                 | 金 如              | 二房次外孫/庶房契外孫 方振西、金帶子之女 金昌之外孫女 吳賢慧之繼外孫女 金甜之堂姨甥女 金心之表妹 於第22集出生 |
| 王君馨          | 金帶弟             | 上海小淫娃、靚靚三小姐（黃蓮專用） 二房三女/庶房契女 上海交際花，假裝大學畢業生 金昌之幼女 吳賢慧之繼女 黃蓮之繼女，後為姪女 金煊之孫女 金淑之姪孫女 金峯、雲大芝、金香、李肅恭、崔晉昇之姪女 金帶男、金帶子之妹 金多寶非親生之堂姊 金甜之堂姊 方振西之姨仔 葉正義、羅蟹、金大力之表姪女 徐大富之繼表外甥女 吳賢祖之繼堂外甥女 勾引白浪，並懷有其骨肉 金心之母 與丹田互生情愫 |
|                 | 金 心              | 二房長外孫/庶房契外孫 白浪、金帶弟之女 丹田之養女 金昌之外孫女 金甜之堂姨甥女 金如之表姊 於第22集出生 |
| 胡定欣          | 金 香              | 金老闆、主子(李肅恭專用)、阿香(李肅恭專用) 長房三小姐 金福隆米行前執行大當家 金煊之幼女 金淑之侄女 金峯之妹 金昌同父異母之妹 崔晉昇同父異母之姊並針對其，後和好 李肅恭之妻 雲大芝、吳賢慧之姑仔 金帶男、金帶子、金帶弟之姑姐 金甜之姑媽 金心、金如之姑婆 黃蓮之前姑仔兼三姑奶 金大力之表姐 葉正義之表妹 金多寶非親生之姑姑 於第17集得悉李肅恭、丹田、陳小鳳為公公之真相 於第8集證實患有納呆症，於第9集康復 經常頭痛，於第22集往上海治病一年，於第23集證實患有腦瘤 於第35集康復 |
| 黎耀祥          | 李肅恭             | 恭公公（巧善專用） 長房姑爺 前清朝御膳房太監（一直隱瞞身份），金家下人，後為金香之師爺，最終為金家姑爺 隱瞞太監身份，後被拆穿 金香之師爺，後為其夫 金煊之女婿 金峯、金昌之妹夫 金帶男、金帶子、金帶弟、金多寶之姑丈 金淑之姪女婿 被葉正義追殺，後為其表妹夫，後和好 金大力之表姐夫 崔晉昇之姐夫兼好友，後反目，後和好 陳小鳳之姑岳父兼好友 丹田、金多寶之好友 於第8集與金香假鳯虛凰 於第17集為讓金香死心而坦言自己、丹田、陳小鳳是公公 於第18集離開金家村，後返回 於第22集陪同金香往上海 於第30集被崔晉昇揭發太監身份 於第35集決定留在金家村落地生根 姓名諧音：李叔公,你叔公 口頭禪：節省啦 |
| 區天朗（童年）  | 崔晉昇／金輝／高超 | 阿昇、大話昇、高副帥 庶房老爺/二房契姑爺，後為長房四老爺 金家四少爺 被誤會是太監 金家高級家丁，後為水貨商人，後為死囚，後為胡麻子將軍大軍副帥，後為金福隆米行職員，後為金家四少爺，最終為金家大當家 金煊、崔曼波之私生子 金峯、金昌、金香同父異母之弟 黃蓮之男友兼前叔仔，於第26集與其成親 金甜之父 金家契姑爺 金淑之侄子 雲大芝、吳賢慧之叔仔 葉正義、金大力之表弟 羅蟹之表叔仔 金帶男、金帶子、金帶弟之四叔父 金心、金如之四叔公 李肅恭之舅仔兼好友，後反目，最後和好 陳小鳳之叔岳父兼好友，後反目，最後和好 丹田之好友，後反目，最後和好 胡麻子之乾兒子，並互相勾结，後反目 於第20集因販賣含鴉片的豉油而被捕 於第21集本被判死刑，但被常勝之手下劫獄 於第22集化名高超，並以軍隊副帥身份重回金家村追捕傅雪 於第24集證實與金甜是父女關係並承認自己是崔晉昇 於第25集表面被胡麻子逐出軍隊，實則假意悔改並決心搶奪金家財產 於第28集得知自己是金輝 於第30集揭發李肅恭、丹田、陳小鳳太監身份 於第33集將毒粉倒入金家村附近的河流，令村民中毒，實為捉拿胡麻的計謀 口頭禪：你老子 |
| 蕭正楠          | 崔晉昇／金輝／高超 | 阿昇、大話昇、高副帥 庶房老爺/二房契姑爺，後為長房四老爺 金家四少爺 被誤會是太監 金家高級家丁，後為水貨商人，後為死囚，後為胡麻子將軍大軍副帥，後為金福隆米行職員，後為金家四少爺，最終為金家大當家 金煊、崔曼波之私生子 金峯、金昌、金香同父異母之弟 黃蓮之男友兼前叔仔，於第26集與其成親 金甜之父 金家契姑爺 金淑之侄子 雲大芝、吳賢慧之叔仔 葉正義、金大力之表弟 羅蟹之表叔仔 金帶男、金帶子、金帶弟之四叔父 金心、金如之四叔公 李肅恭之舅仔兼好友，後反目，最後和好 陳小鳳之叔岳父兼好友，後反目，最後和好 丹田之好友，後反目，最後和好 胡麻子之乾兒子，並互相勾结，後反目 於第20集因販賣含鴉片的豉油而被捕 於第21集本被判死刑，但被常勝之手下劫獄 於第22集化名高超，並以軍隊副帥身份重回金家村追捕傅雪 於第24集證實與金甜是父女關係並承認自己是崔晉昇 於第25集表面被胡麻子逐出軍隊，實則假意悔改並決心搶奪金家財產 於第28集得知自己是金輝 於第30集揭發李肅恭、丹田、陳小鳳太監身份 於第33集將毒粉倒入金家村附近的河流，令村民中毒，實為捉拿胡麻的計謀 口頭禪：你老子 |
| 林詠渝（童年）  | 黃 蓮              | 小蓮 二房妾侍，後為庶房太太/二房契女，後為長房四太太 辮子黨黨員 前清多羅格格 金家婢女，曾為金昌之妾侍，後為金昌之乾女兒兼弟婦 吳賢慧之乾女兒兼妯娌 金輝（崔晉昇）之女友/舊相識/前嫂子，並於第26集與其成親 金甜之母 金帶男、金帶子、金帶弟之庶母，後為其四嬸 金煊、崔曼波之媳 崔玉貴之外甥媳婦 金淑之侄媳 雲大芝之妯娌 金峯之弟婦 金香之嫂子，後為弟婦 李肅恭之舅嫂，後為舅弟婦 陳小鳳、方振西之繼岳母，役為叔岳母 曾被徐大富威脅勾引金昌 葉正義之表弟婦 金大力之表弟婦兼表妯娌 患有骨枯症，於第35集康復 於第21集服毒酒自殺，后被救回 於第22集假意嫁給金昌 於第31集加入辮子黨 於第35集再度懷孕並誔下雙胞胎 姓名同黃蓮 |
| 唐詩詠          | 黃 蓮              | 小蓮 二房妾侍，後為庶房太太/二房契女，後為長房四太太 辮子黨黨員 前清多羅格格 金家婢女，曾為金昌之妾侍，後為金昌之乾女兒兼弟婦 吳賢慧之乾女兒兼妯娌 金輝（崔晉昇）之女友/舊相識/前嫂子，並於第26集與其成親 金甜之母 金帶男、金帶子、金帶弟之庶母，後為其四嬸 金煊、崔曼波之媳 崔玉貴之外甥媳婦 金淑之侄媳 雲大芝之妯娌 金峯之弟婦 金香之嫂子，後為弟婦 李肅恭之舅嫂，後為舅弟婦 陳小鳳、方振西之繼岳母，役為叔岳母 曾被徐大富威脅勾引金昌 葉正義之表弟婦 金大力之表弟婦兼表妯娌 患有骨枯症，於第35集康復 於第21集服毒酒自殺，后被救回 於第22集假意嫁給金昌 於第31集加入辮子黨 於第35集再度懷孕並誔下雙胞胎 姓名同黃蓮 |
|                 | 金 甜              | 二房四女，後為庶房長女/二房長契孫女 金輝、黃蓮之女 金昌之姪女兼養女 金峯、雲大芝、吳賢慧、金香、李肅恭之姪女 金帶男、金帶子、金帶弟之堂妹 金心、金如之堂姨母 於第22集出生 姓名諧音：甘甜 |
| 楊詩敏          | 金大力             | 大力姐 遠房表親 金福隆米行工頭／金家村團練副教練 羅蟹之妻 金淑、金煊之侄女 金峯、金香之表妹 金輝之表姐 金昌之表妹兼表弟婦 黄莲之表姐兼表妯娌 金帶男、金帶子、金帶弟之表姑姐兼表嬸 於第35集懷孕 |
| 韋家雄          | 羅 蟹              | 金昌之表弟兼表妹夫 遠房表親 金峰、金香之表妹夫 金辉、黄莲之表姐夫 金大力之夫 金帶男、金帶子、金帶弟之表叔兼表姑丈 曾與吳賢慧勾結陷害崔晉昇 |

#### 工人
| 演員   | 角色   | 暱稱／關係 |
| 陳國邦 | 丹 田  | 丹丹、Doctor丹田（金帶弟專用） 辮子黨黨員 前清朝御藥房太監（一直隱瞞身份） 金家僕人，後為金家村「益草堂」大夫 與金帶弟互生情愫 李肅恭、崔晉昇、陳小鳳之好友，後與崔晉昇反目，後和好 金心之義父 於第18集離開金家村，後返回 於第26集加入辮子黨 於第30集被崔晉昇揭發太監身份 於第35集決定留在金家村落地生根 口頭禪：情何以堪 |
| 曹永廉 | 陳小鳳 | 金家僕人，後為金福隆米行職員 參見金家 |
| 黎耀祥 | 李肅恭 | 金家僕人 參見金家 |
| 蕭正楠 | 崔晉昇 | 金家僕人 參見金家 |
| 冼灝英 | 毛發達 | 發達師傅 辮子黨黨員 金家護院兼金家村團練教練 |
| 劉桂芳 | 安 嬸  | 金家廚師 |
| 唐詩詠 | 黃 蓮  | 金家婢女 參見金家 |
| 李君妍 | 金可人 | 金家婢女兼金香保鑣人 |
| 曾琬莎 | 金可愛 | 金家婢女兼金香保鑣人 |
| 羅欣羚 | 柔     | 金家婢女 |
| 吳珮如 | 珊     | 金家婢女 |
| 王靖怡 | 環     | 金家婢女 |
| 嘉 駿  | 添     | 金家僕人 與財、崔晉昇陷害李肅恭 於第34集被趕離金家村 |
| 朱樂洺 | 財     | 金家僕人 與添、崔晉昇陷害李肅恭 於第29集表面被李肅恭殺害，實則前往香港娶妻 |
| 何遠東 | 丁     | 金家僕人 |
| 鄭詠謙 | 發     | 金家僕人 |
| 張彥博 | 祥     | 金家僕人 |
| 吳曠利 | 貴     | 金家僕人 |
| 鄭羽宸 | 興     | 金家僕人 |
| 盧峻峯 | 旺     | 金家僕人 |
| 魏惠文 | 黃大夫 | 金家村大夫，冒充御醫 多次誤診，後被辭退 |

#### 村民
| 演員   | 角色   | 暱稱／關係                                                          |
| 余子明 | 金 福  | 福伯 金家四大長老之一 反對崔晉昇拆祠堂的計劃 於第33集被胡麻派人打傷 |
| 劉日東 |        | 金家四大長老之一                                                    |
| 梁 雄  |        | 金家四大長老之一                                                    |
| 潘卓明 |        | 金家四大長老之一                                                    |
| 郭千瑜 | 牛 女  | 金家村村民 追求丹田，後放棄                                         |
| 陳勉良 | 金 牛  | 金家村村民                                                          |
| 曾慧雲 | 牛 嬸  | 金家村村民                                                          |
| 陳狄克 | 大 山  | 金家村村民                                                          |
| 霍健邦 | 二 牛  | 金家村村民                                                          |
| 區靄玲 | 三 好  | 金家村村民                                                          |
| 沈爱琳 | 初 四  | 金家村村民                                                          |
| 鍾鈺精 | 五 福  | 金家村村民                                                          |
| 祝文君 | 六 嬸  | 金家村村民                                                          |
| 李海生 | 七 叔  | 金家村村民                                                          |
| 黃梓瑋 | 八 姑  | 金家村村民                                                          |
| 邵卓堯 | 九 哥  | 金家村村民                                                          |
| 方紹聰 | 十 仔  | 金家村村民                                                          |
| 利穎怡 | 豬 女  | 金家村村民                                                          |
| 李旻芳 | 小虎嬸 | 金家村村民                                                          |
| 李興華 |        | 金家村村民                                                          |
| 司徒暉 |        | 金家村村民                                                          |

### 徐家村
- 於第22集亡村，於第35集再次建村
- 徐家村經營之「徐興泰糧油雜貨」亦於第22集亦隨著徐家村亡村、徐大富破產而倒閉

| 演員   | 角色   | 暱稱／關係 |
| 李成昌 | 徐大富 | 徐家村村長、徐興泰糧油雜貨老闆，於第22集失去徐興泰主事權而淪為栗子小販，最後成為辮子黨高級領導人 吳賢慧之表哥，並鍾情其 金昌之表大舅兼天敵，後和好 金淑之契子 金帶男、金帶子、金帶弟之契表舅父 曾指使黃蓮到金家破壞金昌與吳賢慧 |
| 沈可欣 |        | 徐大富之妻，於第22集離婚帶著兒子四散 吳賢慧之表嫂 金帶男、金帶子、金帶弟之契表舅母 |
| 李漫芬 |        | 徐大富之妻，於第22集離婚帶著兒子四散 吳賢慧之表嫂 金帶男、金帶子、金帶弟之契表舅母 |
| 葉凱茵 |        | 徐大富之妻，於第22集離婚帶著兒子四散 吳賢慧之表嫂 金帶男、金帶子、金帶弟之契表舅母 |
| 李 嘉  | 龍     | 徐大富之手下，後倒戈成為沙膽之手下 於第35集重返徐家村 |
| 譚坤倫 | 虎     | 徐大富之手下，後倒戈成為沙膽之手下 於第35集重返徐家村 |
| 盧偉文 | 豹     | 徐大富之手下，後倒戈成為沙膽之手下 於第35集重返徐家村 |
| 袁鎮業 | 水 起  | 徐家村村民 追求金帶弟 |
| 姚宏遠 | 德 廣  | 徐家村村民 追求金帶弟 |
| 林宥喬 | 強 洪  | 徐家村村民 追求金帶弟 |

### 辮子黨
| 演員   | 角色   | 暱稱／關係                                                                                     |
| 李成昌 | 徐大富 | 辮子黨紅寶石級最高領導人 於第33集聯合金家村眾村民捉拿胡麻 參見徐家村                           |
| 黃栢文 | 鄧 吉  | 吉爺 辮子黨高層 專門欺騙前清遺老的錢財 於第35集被轟炸機炸死                                    |
| 陳國邦 | 丹 田  | 辮子黨黨員 參見金家村工人                                                                      |
| 胡諾言 | 方振西 | 辮子黨黨員 參見金家                                                                            |
| 唐詩詠 | 黃 蓮  | 辮子黨黨員 參見金家                                                                            |
| 冼灝英 | 毛發達 | 辮子黨黨員 參見金家村工人 姓名諧音：冇發達（不能發達的意思）                                   |
| 黃建東 | 傅 雪  | 辮子黨黨員、前清太監 於第22集被崔晉昇率軍追捕而逃至金家村 於第23集被崔晉昇開槍射傷，後重傷身亡 |
| 莫家淦 | 風     | 劉公公 前清太監／辮子黨黨員 於第35集被轟炸機炸死                                               |
| 曾健明 | 堂     | 孫御醫 前清太醫／辮子黨黨員 於第35集被轟炸機炸死                                               |
| 王維德 | 馬     | 辮子黨黨員 於第35集被轟炸機炸死                                                                |
| 王致狄 | 乃     | 辮子黨黨員 於第35集被轟炸機炸死                                                                |
| 關浩揚 | 火     | 辮子黨黨員 於第35集被轟炸機炸死                                                                |
| 蕭凱欣 | 海     | 辮子黨黨員 於第35集被轟炸機炸死                                                                |
| 潘冠霖 | 天     | 辮子黨黨員 於第35集被轟炸機炸死                                                                |
| 章景恆 | 鳥     | 辮子黨黨員 於第35集被轟炸機炸死                                                                |

### 前清朝
| 演員   | 角色   | 暱稱／關係                                                                               |
| 曹永廉 | 陳小鳳 | 前清朝化妝太監 參見金家                                                                  |
| 黎耀祥 | 李肅恭 | 前清朝御膳房太監 參見金家                                                                |
| 唐詩詠 | 黃 蓮  | 前清多羅格格 參見金家                                                                    |
| 陳國邦 | 丹 田  | 前清朝御藥房太監 參見金家村工人                                                          |
| 莫家淦 | 劉公公 | 前清太監 參見辮子黨                                                                      |
| 曾健明 | 孫御醫 | 前清太醫 參見辮子黨                                                                      |
| 沈卓盈 | 巧 善  | 前清朝宮女／米線舖老闆娘 李肅恭、丹田、陳小鳳之好友 廖標之前妻 鍾情於李肅恭 於第35集改嫁 |
| 黃建東 | 傅 雪  | 前清太監 參見辮子黨                                                                      |
| 陳榮峻 | 崔玉貴 | 崔公公 前清太監 崔晉昇之舅父 崔曼波之兄 居於北平                                         |
| 陳嘉輝 | 李連英 | 前清太監 金家之恩人 已去世                                                               |
| 黃匡翹 | 善 妃  | 前清妃子                                                                                 |
| 張雪瑩 | 慈 禧  |                                                                                          |
| 鍾 麗  | 淑 妃  | 溥儀之後宮佳麗                                                                           |

### 其他演員
| 演員   | 角色   | 暱稱／關係 |
| 蔣志光 | 葉正義 | 進步會主謀 遠房表親 金峯、金昌之表弟 金香、金輝之表哥 金帶男、金帶子、金帶弟之表叔 追殺崔晉昇（金輝），後和好並成好友，實為其表哥 追殺李肅恭，後為表三舅，後和好並成好友 追殺陳小鳳，後和好並成好友，後為其表叔岳父 追殺丹田，後和好並成好友 於第8集南下至金家 於第10集離開金家村 於第35集返回金家村，指證鄧吉的惡行 |
| 陳振華 | 別 都  | 深鎮醫院註診醫生（至第20集） 李肅恭、丹田、陳小鳳、崔晉昇之好友 經常為金家診症 於第19集被吳賢慧賄賂陷害金輝，後潛逃 於第34集回歸 |
| 鄧佩儀 | 夢 蕾  | 舞小姐 四合院居民 欺騙陳小鳳感情 聯合葉正義活擒太監 |
| 王東泰 |        | 「進步會」成員 |
| 陳俊堅 |        | 「進步會」成員 |
| 周梓盈 |        | 「進步會」成員 |
| 陳靖雲 | 彩     | 深鎮醫院護士 姓名諧音彩虹 |
| 周麗欣 | 虹     | 深鎮醫院護士 姓名諧音彩虹 |
| 黃子恆 | 白 浪  | 詩人 被金帶弟勾引，後抛弃其 金心之生父 |
| 許家傑 | 高 軍  | 金家招婿之內定人選 被徐大富陷害 |
| 容天佑 | 尤條文 | 金家招婿應徵者 徐大富之義子 |
| 黃榮燊 | 雷山响 | 金家招婿應徵者 徐大富之義子 |
| 章景恆 |        | 侍衛 |
| 董敬文 |        | 巡捕 |
| 余應彤 |        | 路人 |
| 李偉健 | 大隻仔 | |
| 丘梓謙 |        | 金渣賭坊員工 |
| 楊證樺 | 沙 膽  | 膽哥 惡霸 於第35集前往徐家村 |
| 王舒銳 | 漫 之  | 妓女 |
| 曹思詩 |        | 妓女 |
| 謝欣延 |        | 妓女 |
| 徐玟晴 |        | 妓女 |
| 何啟南 | 石隊長 | 巡捕隊長 本要槍斃崔晉昇和常勝，但被常勝手下劫獄 |
| 李悅瀚 |        | 巡捕 |
| 鄭嘉豪 |        | 巡捕 |
| 張漢斌 | 丁老闆 | 半月酒樓老闆 |
| 范仲   |        | 半月酒樓小二 |
| 黃耀煌 |        | 蟹酒館小二 |
| 施駿喆 |        | 流氓 |
| 蘇麗明 |        | 鴇母 |
| 梁 茵  |        | 村民 |
| 何俊軒 | 雲大鵬 | 長房舅父 雲家長房舅父 雲大芝之兄 金峯之大舅 金多寶非親生之舅父 |
| 黃煒溏 | 金牙驅 | 拐子佬 拐帶金多寶，之後賣給雲大芝 於第14集被李肅恭、丹田、崔晉昇、陳小鳳、金帶男打暈，並賣到金山為奴 |
| 江富強 |        | 賊人 |
| 蔡康年 |        | 何伯之子 |
| 顧冠忠 | 常 勝  | 死囚，後與崔晉昇一起逃脫 崔晉昇之好友 |
| 李霖恩 | 古醫生 | 深鎮醫院駐診醫生（第21集起） |
| 馬貫東 | 百     | 長官 姓名諧音百德新街 |
| 王德基 | 德     | 長官 姓名諧音百德新街 |
| 何偉業 | 新     | 長官 姓名諧音百德新街 |
| 吳展驊 | 佳     | 長官 姓名諧音百德新街 |
| 李家鼎 | 胡麻子 | 大帥 崔晉昇之上司兼干爹，後反目 陷害金家村 於第34集被大元帥捉拿 |
| 曾海昌 |        | 常勝之手下 劫獄犯，劫走常勝和崔晉昇 |
| 阮浩棕 |        | 常勝之手下 劫獄犯，劫走常勝和崔晉昇 |
| 李嘉晉 |        | 士兵 胡麻子之手下 |
| 梁博恩 |        | 士兵 胡麻子之手下 |
| 曾守明 | 廖 標  | 巧善之前夫 姓名諧音：尿飆（小便） |
| 林 玥  |        | 檔主 |
| 李偉健 |        | 大隻佬 陳小鳳、金帶男之借种对象 |
| 鄧英敏 | 方     | |
| 陳家良 |        | 巡捕 |
| 趙樂賢 | 來     | |
| 戴耀明 | 說書人 | |
| 麥皓兒 | 少 女  | |

## 收視率
以下為本劇於香港無綫電視翡翠台、高清翡翠台（2月22日起分途廣播）之收視紀錄：
| 週次 | 集數   | 日期                   | 平均收視 | 最高收視 | 備註                                                           |
| 1    | 1－4   | 2016年2月9日－2月12日  | 24點     | 27點     | 2月9日為新年長假期的年初二，平均收視19點，最高21點             |
| 2    | 5－9   | 2016年2月15日－2月19日 | 29點     | 34點     | 2月18日平均收視31點，最高33點                                  |
| 3    | 10－14 | 2016年2月22日－2月26日 | 29點     | 33點     | 2月22日平均收視30點，最高33點                                  |
| 4    | 15－19 | 2016年2月29日－3月4日  | 28點     | 32點     |                                                                |
| 5    | 20－24 | 2016年3月7日－3月11日  | 30點     | 33點     |                                                                |
| 6    | 25－29 | 2016年3月14日－3月18日 | 27點     |          |                                                                |
| 7    | 30－35 | 2016年3月21日－3月27日 | 29點     |          | 3月21日-25日平均收视29点，3月26日暂停播映，3月27日平均收视28點 |
| 全劇 | 全劇   | 全劇                   | 27.9點   |          |                                                                |

## 獎項

### 萬千星輝頒獎典禮2016
| 年份 | 獎項               | 單位                           | 結果             |
| ---- | ------------------ | ------------------------------ | ---------------- |
| 2016 | 最佳劇集           | 公公出宮                       | 提名             |
| 2016 | 最佳男主角         | 黎耀祥                         | 提名             |
| 2016 | 最佳男配角         | 姜大偉                         | 提名             |
| 2016 | 最佳男配角         | 韋家雄                         | 提名             |
| 2016 | 最佳男配角         | 曹永廉                         | 獲獎             |
| 2016 | 最佳男配角         | 陳國邦                         | 提名             |
| 2016 | 最佳女配角         | 林夏薇                         | 提名（最後五強） |
| 2016 | 最佳女配角         | 陳自瑤                         | 提名             |
| 2016 | 最受歡迎電視男角色 | 陳小鳳（曹永廉 飾）            | 提名             |
| 2016 | 最受歡迎電視男角色 | 李肅恭（黎耀祥 飾）            | 提名             |
| 2016 | 最受歡迎電視女角色 | 林夏薇（金帶男 飾）            | 提名             |
| 2016 | 飛躍進步男藝員     | 馬貫東                         | 提名             |
| 2016 | 最受歡迎劇集搭檔   | 黎耀祥、蕭正楠、曹永廉、陳國邦 | 提名（最後五強） |
| 2016 | 最受歡迎劇集歌曲   | 藍天白雲（沈震軒 主唱）        | 提名             |

### 星和無綫電視大獎2016
| 年份 | 獎項                | 單位                | 結果             |
| ---- | ------------------- | ------------------- | ---------------- |
| 2016 | 我最愛TVB電視劇集   | 公公出宮            | 提名（最後三強） |
| 2016 | 我最愛TVB男主角     | 黎耀祥              | 獲獎             |
| 2016 | 我最愛TVB男配角     | 陳國邦              | 提名             |
| 2016 | 我最愛TVB男配角     | 曹永廉              | 獲獎             |
| 2016 | 我最愛TVB女配角     | 唐詩詠              | 提名             |
| 2016 | 我最愛TVB女配角     | 林夏薇              | 獲獎             |
| 2016 | 我最愛TVB電視男角色 | 李肅恭（黎耀祥 飾） | 提名             |
| 2016 | 我最愛TVB電視男角色 | 陳小鳳（曹永廉 飾） | 提名             |
| 2016 | 我最愛TVB電視女角色 | 林夏薇（金帶男 飾） | 提名             |

### TVB 馬來西亞星光薈萃頒獎典禮2016
| 年份 | 獎項                    | 單位                | 結果             |
| ---- | ----------------------- | ------------------- | ---------------- |
| 2016 | 最喜愛TVB電視劇集       | 公公出宮            | 提名（最後五強） |
| 2016 | 最喜愛TVB男主角         | 黎耀祥              | 提名             |
| 2016 | 我最愛TVB男配角         | 曹永廉              | 提名（最後五強） |
| 2016 | 我最愛TVB男配角         | 陳國邦              | 提名             |
| 2016 | 最喜愛TVB女配角         | 林夏薇              | 提名（最後五強） |
| 2016 | 最喜愛TVB飛躍進步男藝員 | 馬貫東              | 提名             |
| 2016 | 最喜愛TVB飛躍進步女藝員 | 陳庭欣              | 提名             |
| 2016 | 最喜愛TVB熒幕情侶       | 黎耀祥、胡定欣      | 提名             |
| 2016 | 最喜愛TVB熒幕情侶       | 曹永廉、林夏薇      | 提名             |
| 2016 | 最喜愛TVB電視角色       | 李肅恭（黎耀祥 飾） | 獲獎             |
| 2016 | 最喜愛TVB電視角色       | 陳小鳳（曹永廉 飾） | 提名             |
| 2016 | 最喜愛TVB電視角色       | 林夏薇（金帶男 飾） | 提名             |

### 觀眾在民間電視大奬2016
| 年份 | 獎項           | 單位     | 結果             |
| ---- | -------------- | -------- | ---------------- |
| 2016 | 民選最佳劇集   | 公公出宮 | 提名             |
| 2016 | 民選最佳劇本   | 公公出宮 | 提名             |
| 2016 | 民選最佳男主角 | 黎耀祥   | 提名             |
| 2016 | 民選最佳男配角 | 曹永廉   | 提名（最後五強） |
| 2016 | 民選最佳女配角 | 林夏薇   | 提名             |
| 2016 | 民選飛躍女藝員 | 王君馨   | 提名（最後五強） |

## 記事
- 2015年2月9日：此劇於12:30在將軍澳電視廣播城一廠外灰位舉行試造型記者會。
- 2015年3月11日：此劇於16:00在將軍澳電視廣播城十二廠外灰位舉行拜神儀式。
- 2015年6月4日：此劇全部演员和幕后工作人员在开平立园景区举行开机仪式，正式開始為期一个月的外景拍攝。
- 2015年7月4日：此劇全劇煞科。
- 2016年2月2日：此劇於14:15在將軍澳唐德街3號香港九龍東皇冠假日酒店1樓宴會廳I舉行「紅牆以外 大開眼界」宣傳活動。
- 2016年2月6日：此劇於14:00在九龍灣承豐道33號東華慈善嘉年華舉行「年廿八 洗走奴才本性」宣傳活動。
- 2016年2月14日：此劇於14:00在將軍澳新都城中心二期商場L1天幕廣場舉行「桃花處處開 新春喜相逢」宣傳活動。
- 2016年2月21日：此劇於14:00在將軍澳東港城一樓展覽場舉行「滿堂吉慶 樂聚翡翠」宣傳活動。
- 2016年2月22日：高清翡翠台改名為全新頻道J5，《公公出宮》不會於該頻道繼續播出。
- 2016年3月3日：眾藝員與TVB高層開祝捷會，筵開12席。無綫助理總經理杜之克宣布，首12集平均收視29.4點，最高收視達33.1點，是2014年8月後暫時最高收視劇集。

## 外部連結
- 公公出宮 - myTV SUPER[]

## 電視節目的變遷
| 香港 無綫電視翡翠台 星期一至五 20:30 - 21:30 · 2月9日 20:35 - 21:30     | 香港 無綫電視翡翠台 星期一至五 20:30 - 21:30 · 2月9日 20:35 - 21:30 | 香港 無綫電視翡翠台 星期一至五 20:30 - 21:30 · 2月9日 20:35 - 21:30 |
| ----------------------------------------------------------------------- | ------------------------------------------------------------------- | ------------------------------------------------------------------- |
|                                                                         | 公公出宮 （第1-34集） （2016-02-09 - 2016-03-27）                   |                                                                     |
| 愛情食物鏈 （第1-20集） （2016-01-11 - 2016-02-05）                     | 末代御醫 （2016-03-28 - 2016-04-22）                                |                                                                     |
| 香港 無綫電視高清翡翠台 星期一至五 20:30 - 21:30 · 2月9日 20:35 - 21:30 |                                                                     |                                                                     |
| 愛情食物鏈 （第1-20集） （2016-01-11 - 2016-02-05）                     | 公公出宮 （第1-9集） （2016-02-09 - 2016-02-19）                    | （頻道更名為J5）改由翡翠台播放                                      |
| 香港無綫電視翡翠台 星期一至五 23:55 - 00:55                             |                                                                     |                                                                     |
| 茶是故鄉濃 （2025.07.07 - 2025.08.19）                                  | 公公出宮 （2025.08.20 - 2025.10.07）                                | 庙街·媽·兄弟 （2025.10.08 - 2025.11.06）                            |

| 马来西亚 Astro On Demand、Astro On Demand HD 星期一至五 20:30 - 21:30 | 马来西亚 Astro On Demand、Astro On Demand HD 星期一至五 20:30 - 21:30 | 马来西亚 Astro On Demand、Astro On Demand HD 星期一至五 20:30 - 21:30 |
| --------------------------------------------------------------------- | --------------------------------------------------------------------- | --------------------------------------------------------------------- |
|                                                                       | 公公出宮 （2016-02-09 - 2016-03-27）                                  |                                                                       |
| 愛情食物鏈 （2016-01-11 - 2016-02-06）                                | 末代御醫 （2016-03-28 - 2016-04-22）                                  |                                                                       |

| TVBJ 星期一至五 19:15－20:15           | TVBJ 星期一至五 19:15－20:15         | TVBJ 星期一至五 19:15－20:15 |
| -------------------------------------- | ------------------------------------ | ---------------------------- |
|                                        | 公公出宮 （2016-02-10 - 2016-03-29） |                              |
| 愛情食物鏈 （2016-01-13 - 2016-02-09） | 末代御醫 （2016-03-30 - 2016-05-03） |                              |

| 新加坡 星和娱家戏剧台 每晚 21:00 - 22:00 | 新加坡 星和娱家戏剧台 每晚 21:00 - 22:00 | 新加坡 星和娱家戏剧台 每晚 21:00 - 22:00 |
| ---------------------------------------- | ---------------------------------------- | ---------------------------------------- |
|                                          | 公公出宮 （2016-05-11－2016-06-14）      |                                          |
| 鐵馬戰車 （2016-04-21－2016-05-10）      | 潮流教主 （2016-06-15－2016-07-04）      |                                          |

| 马来西亚 Astro華麗台、Astro華麗台HD 星期一至五 21:30 - 22:30 | 马来西亚 Astro華麗台、Astro華麗台HD 星期一至五 21:30 - 22:30 | 马来西亚 Astro華麗台、Astro華麗台HD 星期一至五 21:30 - 22:30 |
| ------------------------------------------------------------ | ------------------------------------------------------------ | ------------------------------------------------------------ |
|                                                              | 公公出宮 （2017-01-10－2017-03-01）                          |                                                              |
| 拆局專家 （2016-12-12－2017-01-09）                          | 客家女人 （2017-03-02－2017-04-05）                          |                                                              |

| 马来西亚 八度空間 星期一至五 19:00 - 20:00 | 马来西亚 八度空間 星期一至五 19:00 - 20:00 | 马来西亚 八度空間 星期一至五 19:00 - 20:00 |
| ------------------------------------------ | ------------------------------------------ | ------------------------------------------ |
|                                            | 公公出宮 （2017年11月24日－2018年1月11日） |                                            |
| 張保仔 （2017年10月11日－2017年11月23日）  | 潮流教主 （2018年1月12日－2018年2月8日）   |                                            |

| 翡翠台香港時區 星期一至五 20:30－21:30  | 翡翠台香港時區 星期一至五 20:30－21:30        | 翡翠台香港時區 星期一至五 20:30－21:30 |
| --------------------------------------- | --------------------------------------------- | -------------------------------------- |
|                                         | 公公出宮 （2022年9月5日－2022年10月14日）     |                                        |
| 痞子殿下 （2022年8月1日－2022年9月2日） | 下流上車族 （2022年10月17日－2022年11月11日） |                                        |

| 香港、 马来西亚 千禧经典台 Superstar…唐詩詠时段 · 星期一至五 09:00-10:45（香港时间） · 星期一至五 09:04-10:49（马来西亚时间）（两集连播） · 10月6日僅播一集 | 香港、 马来西亚 千禧经典台 Superstar…唐詩詠时段 · 星期一至五 09:00-10:45（香港时间） · 星期一至五 09:04-10:49（马来西亚时间）（两集连播） · 10月6日僅播一集 | 香港、 马来西亚 千禧经典台 Superstar…唐詩詠时段 · 星期一至五 09:00-10:45（香港时间） · 星期一至五 09:04-10:49（马来西亚时间）（两集连播） · 10月6日僅播一集 |
| --- | --- | --- |
| | 公公出宮 （2022年10月6日 - 2022年10月31日） | |
| 鐵馬尋橋 （2022年9月20日 - 2022年10月6日） | 載得有情人 （2022年11月1日 - 2022年11月14日） | |